# Castel del Rio
Castel del Rio (Castel d'e' Rì in romagnolo) è un comune italiano di 1 215 abitanti della città metropolitana di Bologna in Emilia-Romagna. Fa parte della regione storica della Romagna e sorge lungo il corso del fiume Santerno, a circa 25 chilometri a monte della città di Imola. 

## Geografia fisica

### Clima
- Classificazione climatica: zona F, 3300 GR/G

## Storia

### Antichità
Gli insediamenti più antichi sono di origine celtica databili fra il VI e V secolo a.C. (sono state rinvenute sepolture con corredi funebri). L'area dove oggi sorge il paese fu parzialmente urbanizzata e percorsa da vie di comunicazione in epoca romana.

### Massa di Sant'Ambrogio
A metà strada tra l'odierna Castel del Rio e la frazione Montefune è stato localizzato un centro abitato di origine altomedievale. La memoria storica ne ha tramandato il nome: «Massa di Sant'Ambrogio», un aggregato di case con annessa una chiesa parrocchiale. La ricerca storica non ha ancora dimostrato l'origine dell'intitolazione ad Ambrogio, Santo che non appartiene alla tradizione locale.
Secondo un'interpretazione, l'abitato fu fondato da profughi provenienti oltre il Po (Sant'Ambrogio infatti era milanese) in fuga dalle invasioni barbariche.
Il 27 agosto 1078 la massa entrò a far parte dei possedimenti di Matilde di Canossa. Nel secolo seguente pervenne al vescovo d'Imola. La comunità locale si emancipò da Imola nel 1181, quando il primo arciprete, Azzone, assunse i diritti sui proventi del territorio della massa.
L'imperatore Federico Barbarossa tolse la massa alla Chiesa e la assoggettò all'impero. Infine, nel 1209 l'imperatore Ottone IV investì la famiglia Alidosi del feudo. Essi costruirono il loro primo palazzo (ne rimangono i ruderi; oggi è conosciuto popolarmente come il "Castellaccio"). La dominazione del casato alidosiano su Massa Sant'Ambrogio si protrasse per oltre quattro secoli. Molti tra castelli e rocche ancora visibili sul territorio appartennero, oltre che agli Alidosi, ai Cantagallo e, in misura minore, agli Sforza e ai Medici, presenti in questi luoghi fra l'XI ed il XVI secolo.
Verso la metà del XVI secolo l'abitato, colpito da un fortissimo terremoto, fu abbandonato. Oggi non ne rimane più traccia; resta solo il toponimo «Selva della Massa», a indicare un bosco di castagni che sovrasta il sito dell'antico paese.

### Castrum Rivi
Il nome viene dal torrente "Rio", che scorre accanto all'abitato e si getta nel Santerno. Su uno sperone che dominava il fiume era stata edificata una delle residenze secondarie degli Alidosi. Quando i Ghibellini li cacciarono dal loro palazzo (sito nella massa di Sant'Ambrogio), essi trovarono sicuro rifugio in questo luogo. Successivamente vi collocarono la loro residenza.
La prima menzione del castrum risale al 1292, quando comparve tra i possedimenti di Maghinardo Pagani.

### Castel del Rio
Il sito dove oggi sorge Castel del Rio fu originariamente la piazza commerciale di Castrum Rivi. La famiglia Alidosi vi aveva fissato il luogo d'incontro e di compravendita dei diversi prodotti della valle. Verso la fine del XIII secolo si creò attorno al mercato un primo nucleo di case. Nelle cronache medievali era chiamato "Mercatale"; successivamente ereditò il nome di Castrum Rivi (in italiano, Castel del Rio). Al servizio della comunità fu edificata una chiesa.

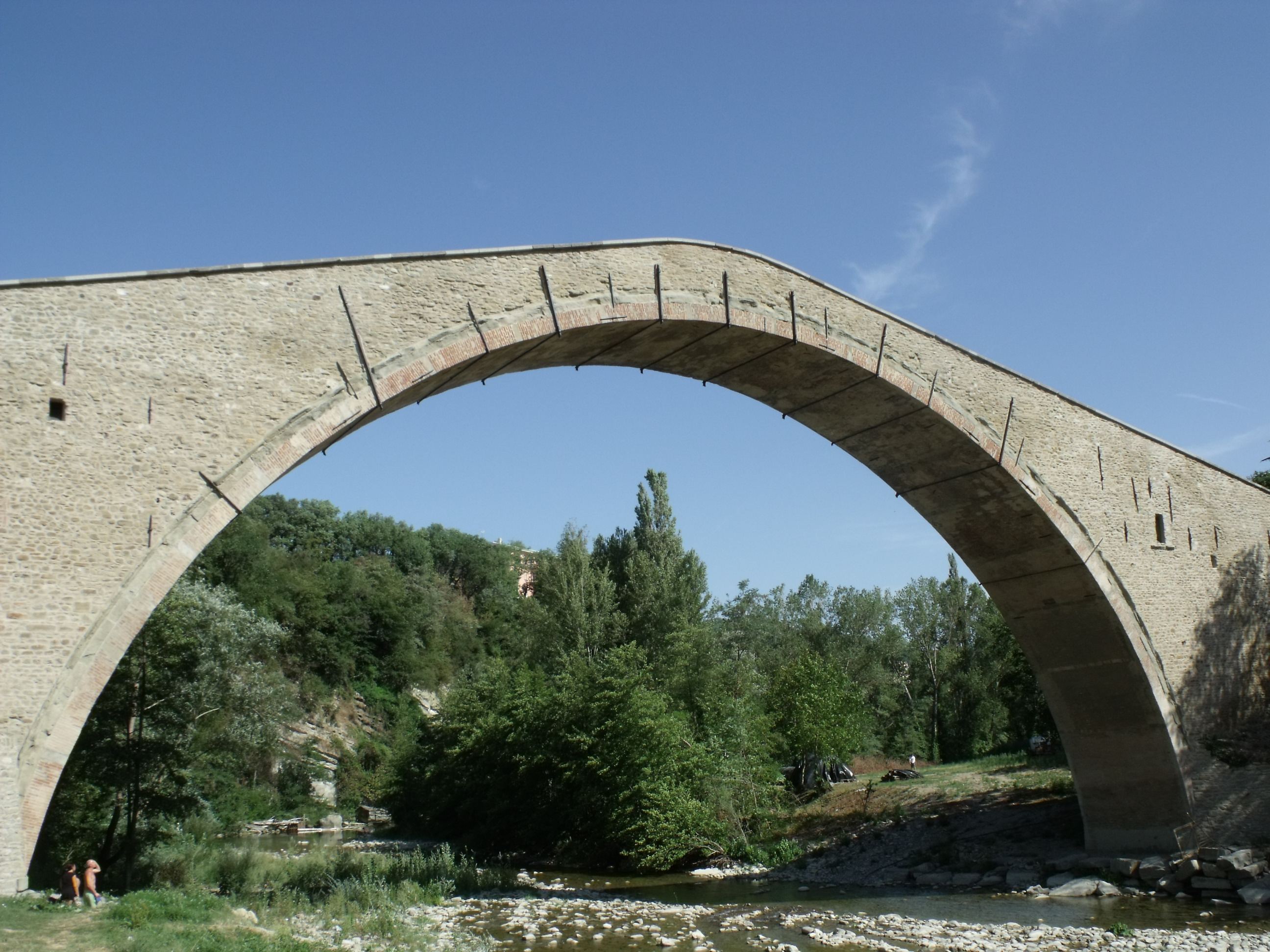
Ponte degli Alidosi

A cavallo del 1500 furono edificati, anche grazie alle fortune del cardinale Francesco Alidosi, i grandi monumenti che ancor oggi abbelliscono il paese. Furono iniziati i lavori per la costruzione del Palazzo Alidosi (ora sede del municipio) e del Ponte Alidosi, quest'ultimo commissionato da Obizzo Alidosi, fratello regnante di Francesco.
Nel XVI secolo, quando l'abitato della Massa di Sant'Ambrogio si spopolò, la chiesa di Castel del Rio assunse la titolarità del santo patrono, divenendo la chiesa principale del territorio castellano. Nel 1534 il territorio rientrò tra i possedimenti del comune di Imola.
Nel XVII secolo la Chiesa avviò un contenzioso per prendere possesso del comune di Castel del Rio. Fu portato a termine nel 1638 con l'annessione del comune ai territori dello Stato Pontificio. Terminavano così la dominazione degli Alidosi (la cui influenza si era estesa a tutta la vallata del Santerno ed oltre) e, insieme, l'autonomia del comune che durava da più di 400 anni. Successivamente iniziò il periodo sotto lo Stato Pontificio, che si protrasse per oltre due secoli.
Castel del Rio rimase un paese di minore rilievo fino al 1794, quando l'invasione post-rivoluzionaria delle truppe francesi determinò un nuovo assetto elevando Castel del Rio a sede di distretto.
Seguirono anni di fermento dovuti al tentativo di restaurazione da parte dello Stato Pontificio. Nel 1827 Castel del Rio, insieme con i centri limitrofi di Fontanelice e Tossignano, fu "declassato" da sede di residenza di governatori a podesteria. Venne aggregato al governo (cioè comune) di Casola Valsenio. Alla metà del secolo una delegazione locale partecipò attivamente alla riorganizzazione amministrativa.

I resti della prima rocca appartenuta agli Alidosi.

Veduta di Castel del Rio negli anni cinquanta.

Nel dicembre 1859 Castel del Rio entrò a far parte del nascente Regno d'Italia nella provincia di Ravenna, inserito nel circondario di Faenza e nel mandamento di Casola Valsenio. Nel 1884 passò, insieme agli altri comuni della vallata del Santerno, alla provincia di Bologna, e all'interno di questa al circondario d'Imola.
Durante il secondo conflitto mondiale la zona subì disagi e distruzioni da parte dei bombardamenti alleati, e l'occupazione tedesca provocò morti e deportati. In questo periodo furono anche commessi omicidi e vendette tra civili.
La "linea Gotica" avanzò lungo il territorio lasciando tracce indelebili.

Castel del Rio fu il primo comune della Provincia di Bologna liberato dagli Alleati, il 27 settembre 1944. I primi ad entrare nel paese furono le avanguardie dell'88ª Divisione "Blue Devils"
.

### Simboli
Lo stemma e il gonfalone sono stati concessi con DPR del 22 febbraio 1971.
Secondo la tradizione il giglio risalirebbe ad un trattato di alleanza tra gli Alidosi signori di Imola e la repubblica di Firenze; il giglio compare anche in petto all'aquila nel blasone di quella famiglia.
Il gonfalone è un drappo partito di azzurro e di bianco.

## Monumenti e luoghi d'interesse

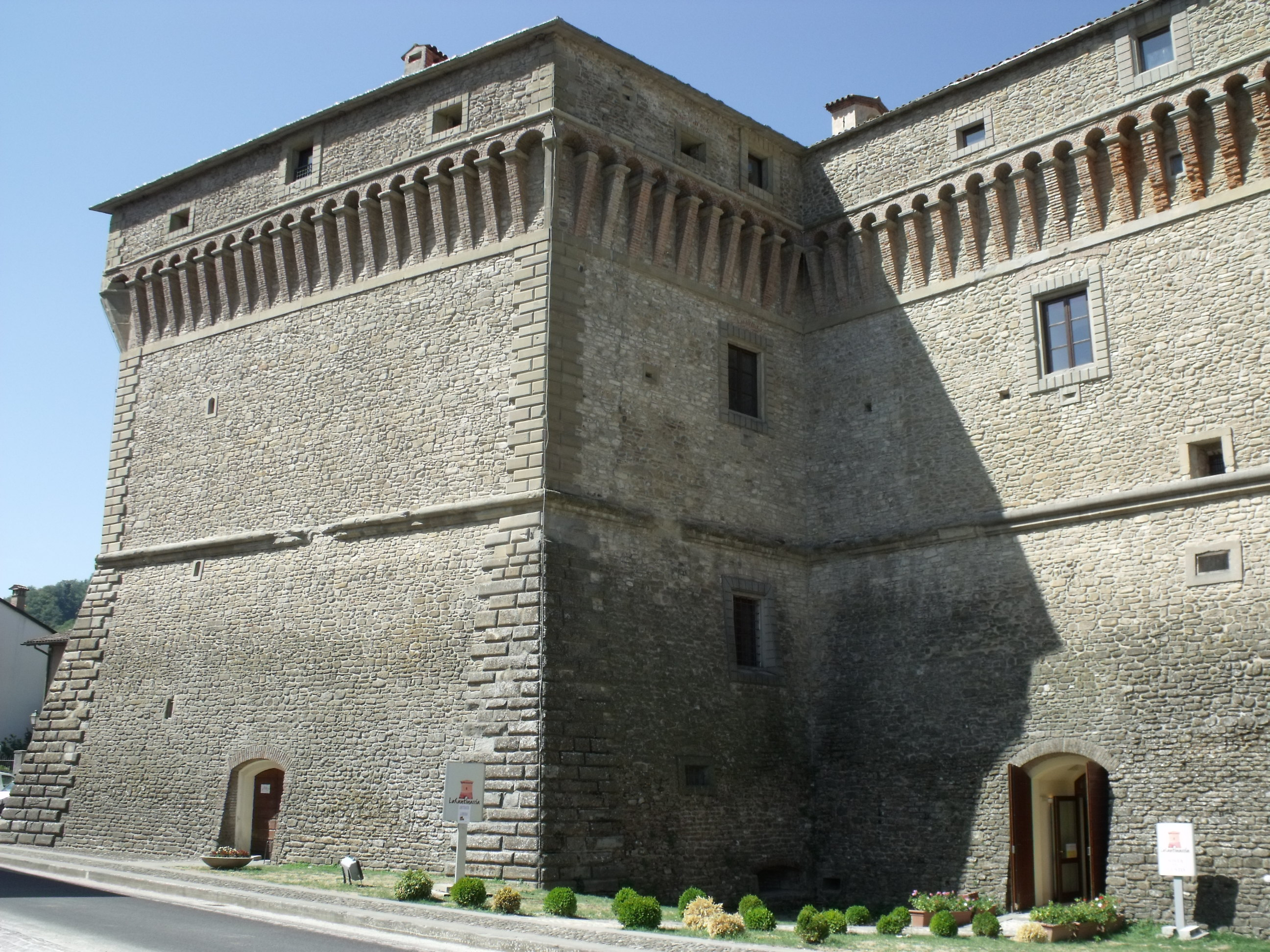
Palazzo Alidosi

### Architetture religiose
- Chiesa arcipretale (XV secolo);
- Chiesa di Valmaggiore (XIII secolo). Situata a 698 m di altitudine, sul crinale tra valle del Santerno e valle del Senio, è uno degli edifici di culto più suggestivi della zona (immagini). Qui vi transitò, il 19 ottobre 1506, papa Giulio II che, provenendo da Palazzuolo sul Senio, era diretto a Bologna (una lapide ne perpetua la memoria). Il pontefice entrò nella valle del Santerno al Passo del Prugno, salì a Monte Battaglia, proseguì per la chiesa di Valmaggiore fino ad arrivare a Castel del Rio. Negli anni cinquanta del XX secolo la zona si è spopolata e la chiesa ha perso il titolo parrocchiale. Il tetto originale è crollato ma è stato sostituito da una copertura in vetro. Si celebra la messa una volta all'anno, la terza domenica di luglio.
- Chiesa di Santa Maria in Montefune. Situata nell'omonimo borgo a 709 metri di altitudine, la prima costruzione risale al XIV secolo ad opera della famiglia Alidosi dopo la distruzione della chiesa della Massa, divenendo il cimitero del ramo di montagna del casato. L'edificio attuale fu costruito nel 1811 su finanziamento di papa Pio VII (vescovo di Imola dal 1785 al 1816). La facciata, rivolta a sud, è a volta; all'interno vi sono tre altari (dedicati rispettivamente ai santi Antonio abate e Antonio di Padova, a san Vincenzo Ferreri ed a santa Lucia)[14]. Appartiene alla parrocchia di Sant'Ambrogio.

### Architetture civili e militari
- Centro storico (di origine medievale);
- Palazzo Alidosi (XVI secolo). Costruito per volontà del cardinale Francesco Alidosi, fu progettato da Antonio da Sangallo[15]. Rimase incompiuto per la mancanza di risorse all'avanzare delle opere e degli eventi. Del disegno originale (corpo centrale e quattro torrioni angolari a punta di diamante), negli anni 1542-1545 furono edificati due torrioni e l'edificio di raccordo. Costituisce tutt'oggi il miglior esempio architettonico di Rinascimento fiorentino in Romagna;
- Ponte Alidosi (XV secolo). Commissionato a mastro Andrea Guerrieri da Imola per 500 scudi d'oro nel 1499, è monumento nazionale dal 1897 (regio decreto n. 535 del 20/11/1897).
- Ruderi rocca di Cantagallo (antico Castrum Rivi, XI secolo);
- Ruderi del Castellaccio, prima residenza della famiglia Alidosi risalente al XII secolo.

### Monumenti scomparsi
Chiesa di Sant'Ambrogio (Ecclesia de Massa)
Prima della chiesa attuale, è esistito un altro edificio di culto intitolato a sant'Ambrogio nel territorio di Castel del Rio. Eretta nell'Alto Medioevo, il primo documento che la ricorda risale al 1034. Attorno ad essa si sviluppò l'abitato della «Massa di Sant'Ambrogio». L'edificio era a pianta rettangolare. L'abside (anzi, le tre piccole absidi semicircolari) erano disposte ad Oriente. Gli storici non hanno ancora chiarito l'origine dell'intitolazione ad Ambrogio, Santo non appartenente alla tradizione locale. Nel XVI secolo, dopo l'abbandono della Massa di Sant'Ambrogio a causa di un fortissimo terremoto, la chiesa perse la titolarità parrocchiale, che andò all'ecclesia di Castro Rivo, situata nell'attuale Castel del Rio.
Nel XX secolo non esistevano più resti dell'alzato dell'edificio. Verso il 2011 i ruderi sono scomparsi definitivamente in seguito a lavori.

## Società

### Evoluzione demografica
Abitanti censiti

### Popolazione
Variazione della popolazione residente a Castel del Rio dal 2006 al 2010.
| Data       | Abitanti | Variazione | Italiani | Variazione | Stranieri   | Variazione |
| ---------- | -------- | ---------- | -------- | ---------- | ----------- | ---------- |
| 31/12/2006 | 1.254    |            | 1.115    |            | 139 (11,1%) |            |
| 31/12/2010 | 1.260    | + 0,5%     | 1.075    | - 3,6%     | 185 (14,7%) | + 33,1%    |

Fonte, Dati Istat al 31 dicembre 2010.

### Religione
Nel comune di Castel del Rio sono presenti cinque parrocchie facenti parte della Diocesi di Imola.
Nell'ottobre 1922 Madre Maria Agnese Tribbioli (Firenze, 20 aprile 1879 - ivi, 27 febbraio 1965) fondò a Belvedere di Castel del Rio una casa delle «Pie Operaie di San Giuseppe».
Nato come istituto, il vescovo di Imola lo eresse ad ente morale il 16 luglio 1932. La casa generalizia della congregazione ebbe sede a Castel del Rio, prima del trasferimento a Firenze. Appartenente al Terzo ordine regolare di San Francesco, nel 1962 l'istituto ebbe il riconoscimento pontificio e poi quello civile. Oggi è una congregazione religiosa presente in diverse città d'Italia e in India, Brasile e Romania. A Castel del Rio le suore gestiscono tuttora le scuole materne. La casa madre dell'ordine è tuttora a Castel del Rio, mentre la sede generalizia è a Firenze. Nel gennaio 2017 si è aperta nel capoluogo toscano l'inchiesta diocesana per la causa di beatificazione di Madre Tribbioli, che è stata dichiarata Serva di Dio. L'inchiesta diocesana si è conclusa positivamente nel novembre 2020.
L'oratorio della Beata Vergine del Sudore è il luogo di culto mariano del territorio. Fu edificato tra il 1684 e il 1687 a fianco del Palazzo Alidosi, sul luogo dove nei secoli precedenti sorgeva la vecchia chiesa parrocchiale. La facciata attuale risale al 1925. L'immagine, un bianchetto in terracotta, è una copia su tela della Vergine del Sudore che si venera nel Duomo di Ravenna. Fu donata dal ravennate Andrea Menghi a Pietro Monti di Castel del Rio il 15 giugno 1675. Il culto della sacra immagine si diffuse rapidamente e portò all'edificazione del santuario. L'immagine è conservata in una pregevole ancona di legno. È invocata per guarigioni da malattie e in caso di incidenti. La sua ricorrenza cade il 5 agosto.

## Cultura

### Musei
All'interno di Palazzo Alidosi sono ospitati:
- Museo della Guerra - Linea Gotica, fra i più ricchi musei della regione riguardanti il periodo bellico;
- museo del castagno;
- Animal Tower, museo faunistico e centro didattico ambientale dedicato alla fauna dell'alta valle del Santerno, aperto nel 2011 in una torre.

### Eventi e ricorrenze
- Festa dei Fiori (25 aprile) Cottura dei marroni durante l'omonima sagra

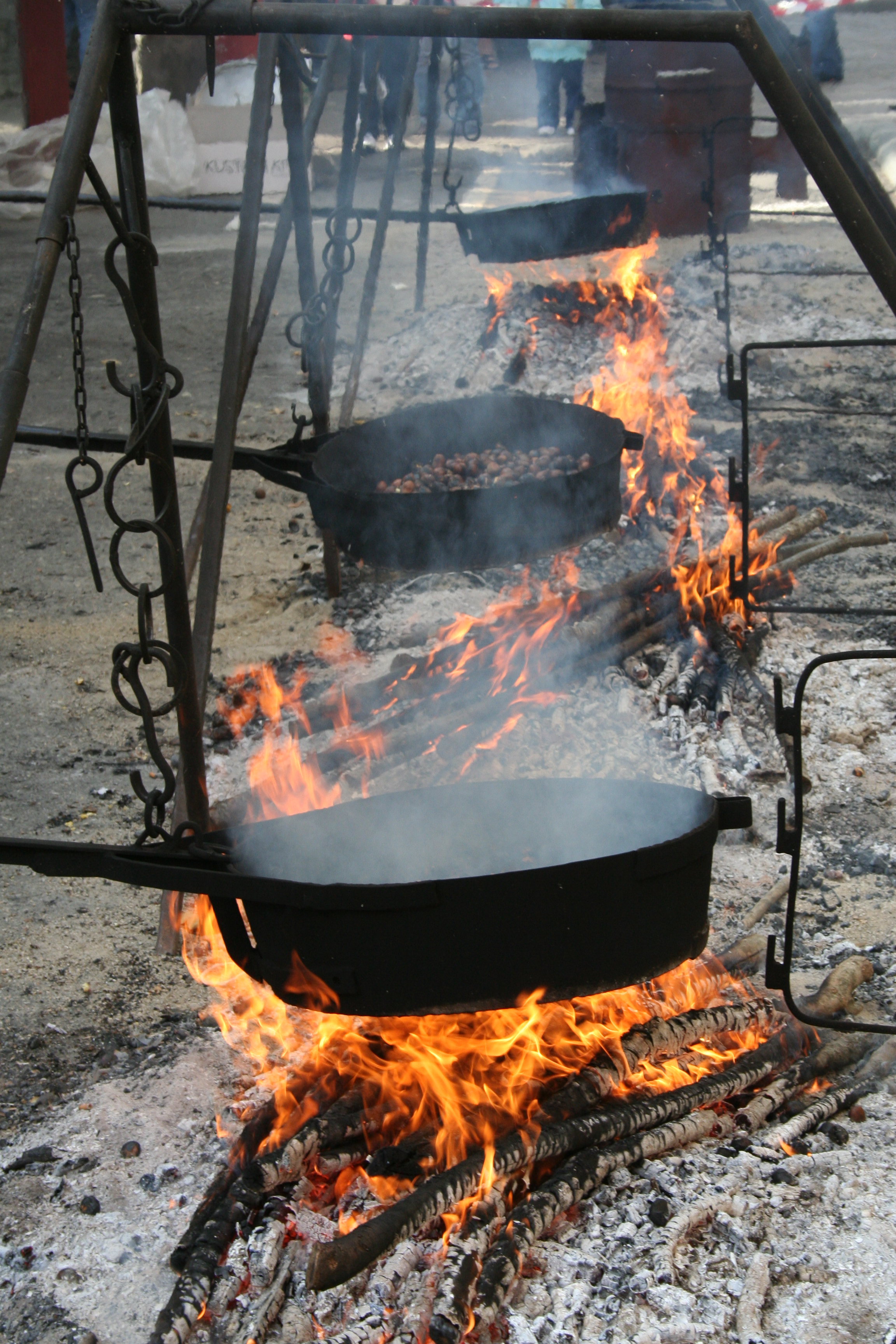
Cottura dei marroni durante l'omonima sagra

- Feste Rinascimentali (il secondo o terzo fine settimana di luglio, dal 1984). Rievocano l'epoca degli antichi splendori della Signoria Alidosi, ricreando le atmosfere e i fasti del XV secolo. La festa si caratterizza per il lungo corteo storico nella suggestiva cornice del Palazzo Alidosi, le animazioni e ricostruzioni d'epoca, il mercato storico e gli accampamenti militari, gli spettacoli serali, il processo alla Strega e il rogo con i fuochi d'artificio presso il Ponte Alidosi. Nate nel 1981, sono andate via via affermandosi nel panorama degli eventi storico-folcloristici, divenendo uno dei più affascinanti eventi di tutto il territorio imolese.
- Canta Rio e Festa della Musica (il 5 agosto in occasione della Fiera locale);
- Sagra del Porcino (gli ultimi due fine settimana di agosto, dal 1987)[26];
- Giornata del Fumetto - Magnus Day (prima domenica di ottobre), manifestazione in onore del disegnatore Roberto Raviola, in arte Magnus[27];
- Sagra del Marrone (le quattro domeniche di ottobre), manifestazione nata nel 1956. È la più antica sagra della vallata del Santerno. Protagonista è il marrone di Castel del Rio, prodotto I.G.P.

## Amministrazione
Il Comune di Castel del Rio fa parte dell'unione dei comuni denominata Nuovo Circondario Imolese.

### Sindaci precedenti
| Periodo           | Periodo          | Primo cittadino       | Partito                                           | Carica  | Note                                                        |
| ----------------- | ---------------- | --------------------- | ------------------------------------------------- | ------- | ----------------------------------------------------------- |
| 1º novembre 1944  | 15 gennaio 1945  | Giorgio Vacchi Luzzi  | -                                                 | Sindaco | Nominato dal Governo militare alleato. Dimissioni.          |
| 17 gennaio 1945   | 30 marzo 1946    | Medardo Morara Pischi | -                                                 | Sindaco | Nominato dal Governo militare alleato                       |
| 31 marzo 1946     |                  | Francesco Fontana     |                                                   | Sindaco |                                                             |
| 1951              | 1979             | Aglauro Roncassaglia  | Partito Comunista Italiano                        | Sindaco |                                                             |
| 26 settembre 1979 | 26 febbraio 1991 | Luciano Conti         | Partito Comunista Italiano                        | Sindaco | Confermato nel 1980, il 12 giugno 1985 e il 30 maggio 1990. |
| 26 febbraio 1991  | 14 giugno 1999   | Massimo Marchignoli   | PDS, poi L'Ulivo (a guida DS)                     | Sindaco | Confermato il 24 aprile 1995.                               |
| 14 giugno 1999    | 7 giugno 2009    | Salvatore Cavini      | DS                                                | Sindaco | Confermato il 14 giugno 2004.                               |
| 7 giugno 2009     | 15 maggio 2011   | Giovanni Bernabei     | Partito Democratico                               | Sindaco |                                                             |
| 15 maggio 2011    | 5 giugno 2016    | Alberto Baldazzi      | Lista civica «Per il tuo comune» (Centrosinistra) | Sindaco | Confermato il 4 ottobre 2021.                               |

## Sport
Il Gruppo Sportivo Castel del Rio, fondato nel 1976, dal 1991 disputa i campionati FIGC e dal 2010 milita in Prima Categoria. Oltre al calcio il Gruppo Sportivo ha disputato campionati di pallavolo maschile e femminile, tennistavolo, tennis e mountain bike ed ha partecipato all'organizzazione di eventi come la sagra del porcino e quella del marrone.
Dal 1979 al 1994 a Castel del Rio si è tenuto il Raduno Internazionale di canoe sul fiume Santerno, con oltre 600 partecipanti provenienti da sei Paesi europei. Inoltre il Santerno venne scelto dalla nazionale italiana di canoa per gli stage di allenamento nel 1983.
Nel territorio di Castel del Rio si è tenuto il Campionato italiano di mountain bike enduro del 2022.